# The Town (Сімпсони)
«The Town» (укр. «Місто») — третя серія двадцять восьмого сезону мультсеріалу «Сімпсони», прем'єра якої відбулась 9 жовтня 2016 року у США на телеканалі «Fox».

## Сюжет
Гомер вирушає до таверни Мо, щоб подивитися футбольний матч між «Спрінґфілдськими Атомами» і «Бостонськими Американцями», але зрештою вони дуже сперечаються з групою уболівальників з Бостона, називаючи їх команду шахраями і невдахами. Гомер та інші приходять в лють, коли «Американці» виграють гру, кинувши м'яч своєму талісману.
Пізніше, вдома Гомер говорить, що він вийде з себе, якщо побачить вболівальника Бостона, але за кілька секунд він здивований радісним Бартом, який носить кепку «Бостонських Американців». Оскільки його син ясно показує, що ненавидить рідне місто, його футбольну команду і любить Бостон, Гомер вирішує прокатати Барта по Спрінґфілду, щоб він підбадьорював рідну команду. Однак, хлопчик говорить, що люди з Бостона, зокрема, з Півдня, є його людьми. Гомер так травмований цим, що вирішує взяти сім'ю в «ненавистьпустку» до Бостона, щоб показати Барту, що це насправді — жахливе місце.
Під час відвідування Фанейл-Холла Гомер безуспішно намагається спровокувати бостонців. Коли, зрештою, на нього падає візок, повен болванчиків, йому допомагають пересічні лікарі. Мардж вражена системою медико-санітарної допомоги в Массачусетсі, так само, як Ліса вражена кампусом Массачусетського технологічного інституту.
Тим часом Гомер і Барт йдуть грати у свічковидний боулінг, і коли Гомер дізнається, що в цій версії цього виду спорту гравець отримує третю кулю, він закохується в нього і в місто. Пізніше Гомер відмовляється від «ненавистьпустки» і вирішує насолоджуватися Бостоном з сином. Повернувшись в готель, Мардж і Гомер розповідають про свій досвід в Бостоні і вирішують переїхати в місто, заявивши, що це буде їхньою «третьою кулею». Сімпсони знімають квартиру і перевозять все своє майно в Бостон. Гомер знаходить роботу на фабриці цукерок «NEKCO», а Ліса любить відвідувати зону Битви чартерної школи.
Тим часом Барт розуміє, що він більше не може зберігати свою репутацію поганого хлопчика в школі, оскільки діти, яких відправили в кімнату для покарання, зосередили свою енергію на співі а капела і що велика частина міста призначена для таких інтелектуалів, як Ліса.
Хлопчик вирішує знайти спосіб змусити сім'ю повернутися у Спрінґфілд. Він бере сім'ю на останній парад чемпіонату «Американців». Гомер намагається контролювати свій гнів, але невитримує, коли його просять одягнути кепку «Бостонських Американців», розриваючи її на дві частини і знову кричачи, що вони — шахраї.
Зрештою, Сімпсони повертаються у Спрінґфілд, де Мардж лютує через Гомера за те, що він втратив цю можливість, але приходить до висновку, що це нічого б не змінило для їхньої сім'ї в Бостоні. Барт тепер носить шапку «Спрінґфілдських Атомамів», а Ліса галюцинує про Бостон.
Під час титрів, показується монтаж сцен з Бостона.

## Виробництво
Спочатку серія повинна була називатися «Patriot Games» (укр. «Ігри патріотів»), проте в січні 2016 року її було перейменовано на «The Town».
У сцені, вирізаній з кінцевих титрів, Барт і Ліса знаходяться перед магазином «Stawp & Shawp» (відсилання до мережі «Stop & Shop») з дозаторами газет, наповнених газетами «The Herald».

## Цікаві факти
При повторі серії 12 лютого 2017 року, через тиждень після «Супербоулу LI», остаточний рахунок футбольної гри «Бостон проти Спрінґфілда» був змінений, щоб посилатися на реальний результат

## Ставлення критиків і глядачів
Під час прем'єри серію переглянули 3,22 млн осіб з рейтингом 1.5, що зробило її найпопулярнішим шоу на каналі «Fox» тієї ночі.
Денніс Перкінс з «The A.V. Club» дав серії оцінку B, оцінивши «досвід з Гарвардського університету сценариста Дейва Кінґа».
2019 року видання «Screen Rant» назвало серію найкращою у 28 сезоні.
Серію було номіновано на премію «Еммі» в категорії «Найкраща анімаційна передача» 2017 року.
Згідно з голосуванням на сайті The NoHomers Club більшість фанатів оцінили серію на 4/5 із середньою оцінкою 3,91/5.